# Clarisse Brèche
Clarisse Brèche (* 29. August 2001 in Albertville, Savoie) ist eine französische Skirennläuferin. Sie ist auf die technischen Disziplinen Slalom und Riesenslalom spezialisiert.

## Biografie
Als Tochter des Skilehrers Éric Brèche, später Vorsitzender der französischen Skilehrergewerkschaft, und der ehemaligen Rennläuferin Sylvie Contamine kam Clarisse Brèche in ihrem Heimatort Courchevel früh zum Rennsport. In den Altersklassen U14 und U16 wurde sie jeweils französische Meisterin im Riesenslalom.
Im Alter von 16 Jahren bestritt Brèche in Val Thorens ihre ersten beiden FIS-Rennen. Zweieinhalb Monate gab sie in den Slaloms von Bad Wiessee ihr Debüt im Europacup. Bei ihren einzigen Juniorenweltmeisterschaften 2022 in Panorama belegte sie die Ränge 12, 20 und 23 in Slalom, Super-G und Riesenslalom. Mit der französischen Mannschaft wurde sie Zehnte, in der Kombination schied sie aus. Nachdem sie auf FIS-Level lange erfolgreich gewesen und in der Kombination französische Vizemeisterin geworden war, gelangen ihr im Europacup erst ab der Saison 2022/23 regelmäßig Klassierungen in den Punkterängen. Im November 2022 schaffte sie als Dritte im Riesenslalom von Mayrhofen ihren ersten Podestplatz. Ein weiterer dritter Platz gelang ihr im folgenden Winter im Slalom von Zell am See.
Am 12. Dezember 2020 gab Brèche in ihrem Heimatort Courchevel im Riesenslalom ihr Weltcup-Debüt. Erst zwei Jahre später kam sie im Slalom von Sestriere erneut zu einem Weltcup-Einsatz und gewann mit Platz 20 erstmals Punkte. Wenige Wochen danach brach sie sich an einer Stange in Kranjska Gora drei Gesichtsknochen, zwei Monate später erlitt sie einen Kreuzband- und Meniskusriss im linken Knie. In der Saison 2023/24 fuhr sie dreimal in die Punkteränge. Zu Beginn des folgenden Winters fuhr sie mit zweitbester Laufzeit im zweiten Durchgang von Levi noch von Platz 30 auf zwölf und stellte damit ihr mit Abstand bestes Weltcup-Ergebnis auf.

## Erfolge

### Weltcup
- 1 Platzierung unter den besten 15

### Weltcupwertungen
| Saison  | Gesamt | Gesamt | Slalom | Slalom |
| Saison  | Platz  | Punkte | Platz  | Punkte |
| ------- | ------ | ------ | ------ | ------ |
| 2022/23 | 107.   | 11     | 47.    | 11     |
| 2023/24 | 101.   | 21     | 47.    | 21     |

### Juniorenweltmeisterschaften
- Panorama 2022: 10. Mannschaftswettbewerb, 12. Slalom, 20. Super-G, 23. Riesenslalom

### Weitere Erfolge
- 2 Podestplätze im Europacup
- 1 französischer Vizemeistertitel (Kombination 2022)
- 11 Siege in FIS-Rennen